# انتهز الفرصة

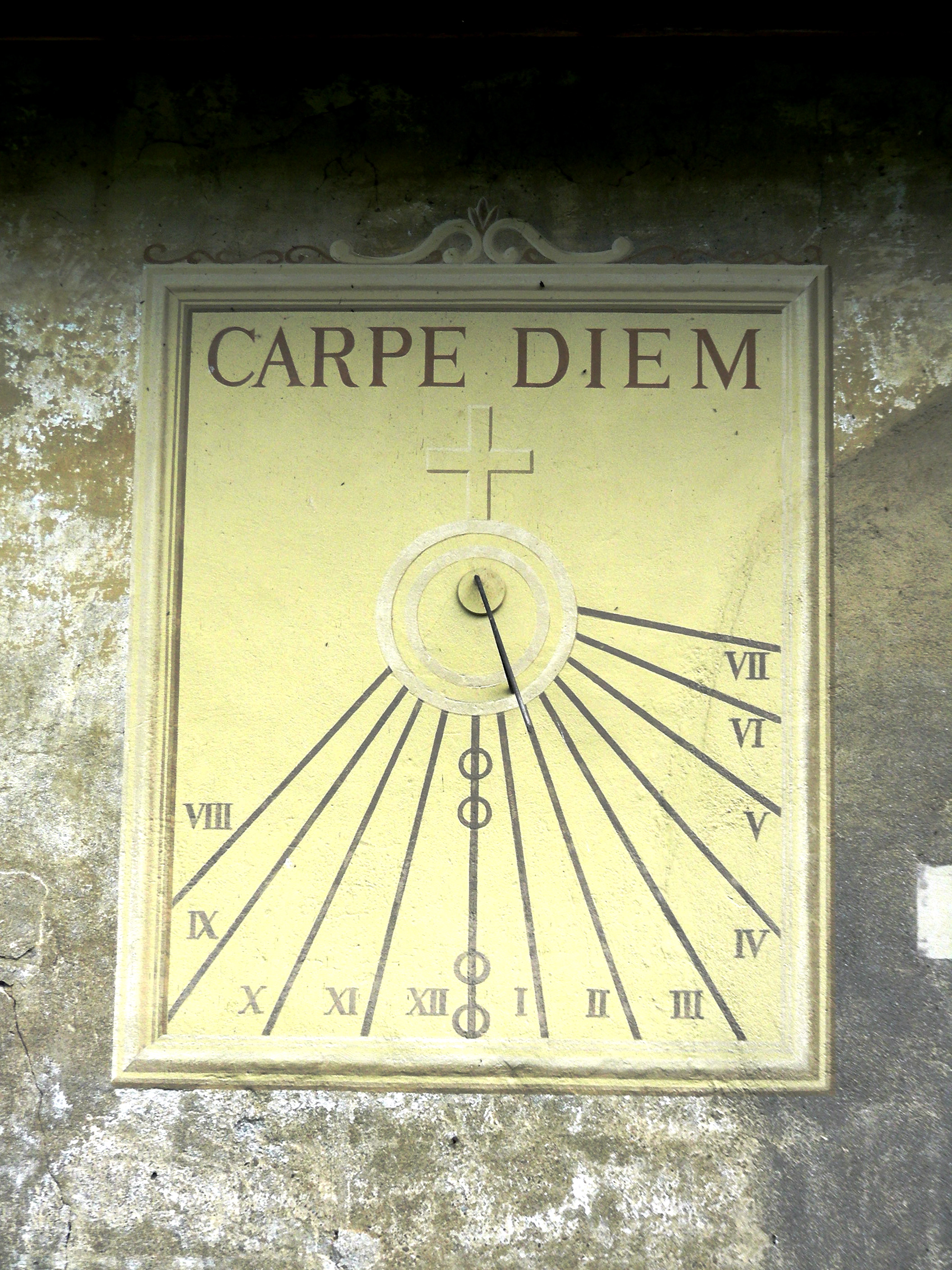
ومزولة مع نقش انتهز الفرصة تستخدم لمعرفة الوقت.

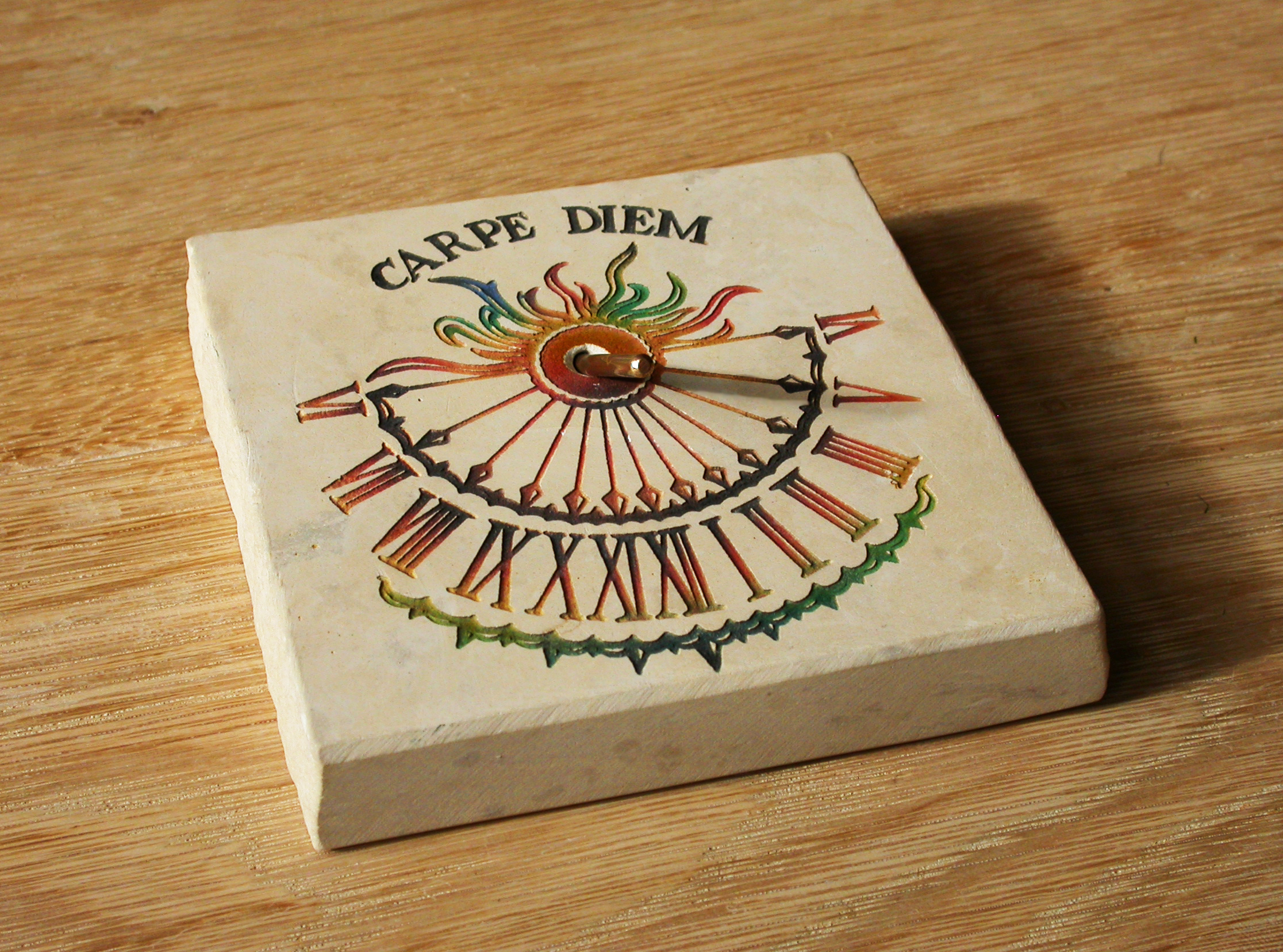
مزولة آخر مع نقش انتهز الفرصة.

انتهز الفرصة أو اغتنام اليوم أو اغتنم فرصة اليوم (بالاتينية "Carpe diem") هي مقطع من قصيدة لاتينية لهوراس. التعريف العام لكلمة "carpe" هو يلتقط أو يقتطف، على الرغم من استخدام هوراس للكلمة بمعنى «استخدم، اسعد».

## معنى العبارة
قي قصيدة لهوراس، العبارة جزء من المقطع " (diem quam minimum credula postero) أي اغتنم اليوم ولا تفكر كثيرًا في المستقبل، وتقول القصيدة أن المستقبل غير معروف، وأن الإنسان يجب أن يخفض آماله إلى مستقبل قصير، وأن كل واحد يشرب نبيذه بمعنى أن كل أنسان ينشغل بأحواله. وبالمقارنة مع عبارة الإنجيل "كل واشرب وامرح، لأننا غداً نموت" فإن هناك تركيز على الاستفادة القصوى من الفرص المتاحة حالياً لأن الحياة قصيرة والوقت سريع الزوال.

## عبارات ذات صله

### عبري
العبارة "?ואם לא עכשיו,אימתי" تعني " إذا لم يكن الآن إذن متى؟ اغتنم يومك 1:14

### لاتينيه أخرى
على نقيض المفهوم الحالي لمعنى «كارب ديم»، وهو «اغتنم اليوم»، كانت الترجمة المُباشرة قد ظهرت بمعنى «ما سيكون سيكون» لكن قرون من الاستخدام المختلف والمتنوع لهذه العبارة طورتها وغيرتها إلى المعنى الحالي الذي نفهمه ونستعمله.
تظهر "جمع، فتاة، الورود" في نهاية القصيدة والتي هي عباره عن تعازي إلى اوسونيوس أو فيرجيل تشجع الشباب على التمتع بالحياة قبل فوات الآوان". 
«الآن هو وقت الشرب» من قصيدة هوراس «الآن هو وقت الشرب الآن هو وقت الرقص بحرية على سطح الأرض».
غالبًا ما يُشار بـ «على ضيق الحياة» إلى «دعونا نفرح»، وهي أغنية أكاديمية معروفه تتغنى بحياة الطالب لتنوره بان سياتي يوم يموت فيه هي لاتينيه من القرون الوسطى وترجع إلى تاريخ 1287م.
هوراس نفسه يناقض العبارة في قصائده الأخرى «بلدة الفأر ودولة الفأر» استخدم هوراس عبارة «كارب فيام» والتي تعني اغتنم الطريق «ليقارن بها الموقفين المختلفين لحياة الإنسان» أو في هذه الحالة، الفأر«الذي يعيش قي المدينة والذي يعيش في الريف مرتبطة لكنها متميزة عبارة» تذكر بانك فاني«والتي تحمل بعض دلالات» كارب ديم«أغتنم يومك» بالنسبة لهوراس تنبيه وعينا بفنائنا هو المفتاح الذي سيجعلنا نعي ونفهم أهمية اللحظة «تذكر بأنك فاني لذا أغتنم يومك» مع مرور الزمن عبارة«تذكر بانك فاني» ارتبطت بالندم كما هو واضح كثيرا في لوحات فانيتاس في الحاضر الكثير من المستمعين سيفهمون العبارتين على اساس ان كل واحده تناقض الأخرى، «كارب ديم» تحثنا على اغتنام اليوم و«مومينتو موري» تحثنا على مقاومة اغرائها هذه ليست المعنى الاصلي لعبارة «مومينو موري» «تذكر بانك فاني» والتي كان يستخدمها هوراس.
بالمثل عبارة «اين هم الآن» تحث على التامل والتفكر في الموت، لكنها ليست موعظه تحث على الموت مقارنة مجتمع الشعراء الموتى، حيث سقط درع ملئ بصور الأطفال الميتين، «هؤلاء الأطفال ينعشون النرجس»، توصلنا إلى الاحتجاج على كارب ديم «اغتنم يومك».